# Betsy Brantley
Betsy Brantley (* 20. September 1955 in Rutherfordton, North Carolina) ist eine US-amerikanische Schauspielerin.

## Leben
Betsy Brantley erreichte ihren ersten Studienabschluss im Jahr 1977 an der University of North Carolina at Chapel Hill. Anschließend studierte sie Schauspiel an der Central School of Speech and Drama in London und begann am Londoner West End in Bühnenproduktionen aufzutreten. 1981 machte sie ihr Filmdebüt mit der Nebenrolle der Neely Pritt in dem Musicalfilm Shock Treatment. Ihren Durchbruch feierte sie mit Fred Zinnemanns Film Am Rande des Abgrunds, eine Dreiecksgeschichte, in der sie gemeinsam mit Sean Connery und Lambert Wilson die Hauptrollen spielte.
Ende der 1980er-Jahre verlegte sie ihren Lebensmittelpunkt zurück in die Vereinigten Staaten. Dort folgten eine Reihe von Haupt- und Nebenrollen in Fernsehserien wie zum Beispiel: NAM – Dienst in Vietnam, Second Noah oder Die Schöne und das Biest. In größeren Hollywood-Produktionen wie Die Braut des Prinzen spielte sie zumeist nur Nebenrollen. Eine größere Rolle verkörperte sie 1990 in Havanna an der Seite von Robert Redford, im selben Jahr war sie außerdem neben Dolph Lundgren im Actionfilm Dark Angel zu sehen. Brantley stand bis etwa 2002 regelmäßig für Film- und Fernsehproduktionen vor der Kamera, seitdem aber kaum noch. Nach 14 Jahren ohne Film lieh sie 2022 dem titelgebenden Smart Speaker Kimi in dem Film Kimi ihre Stimme.
Betsy war zweimal verheiratet: In erster Ehe in den 1980ern mit dem Schauspieler Simon Dutton, dann von 1989 bis 1994 mit dem Filmregisseur Steven Soderbergh. Aus dieser Ehe stammt ihre Tochter namens Sarah Soderbergh. Brantley lebt inzwischen in einem Vorbürgerkriegshaus im Orange County in Virginia.

## Filmografie (Auswahl)
- 1981: Shock Treatment
- 1982: Am Rande des Abgrunds (Five Days One Summer)
- 1984: Sherlock Holmes (Fernsehserie, Folge 1x02 The Dancing Men)
- 1984: Another Country
- 1985: Romanze im Orientexpress (Romance on the Orient Express, Fernsehfilm)
- 1987: Das vierte Protokoll (The Fourth Protocol)
- 1987: Erfüllte Träume (Dreams Lost, Dreams Found, Fernsehfilm)
- 1987: Die Braut des Prinzen (The Princess Bride)
- 1988: Die Schöne und das Biest (Beauty and the Beast, Fernsehserie, 2 Folgen)
- 1988: Falsches Spiel mit Roger Rabbit (Who Framed Roger Rabbit)
- 1989: NAM – Dienst in Vietnam (Tour of Duty, Fernsehserie, 8 Folgen)
- 1990: Dark Angel (Dark Angel: I Come in Peace)
- 1990: Havanna (Havana)
- 1993: Die Schwester in der Todeszelle (Final Appeal, Fernsehfilm)
- 1993: Flesh And Bone – Ein blutiges Erbe (Flesh and Bone)
- 1995: Der kleine Lord (Little Lord Fauntleroy, Miniserie, 6 Folgen)
- 1995: Ein Engel für Sam (Dad, the Angel and Me, Fernsehfilm)
- 1996: Schizopolis
- 1996–1997: Second Noah (Fernsehserie, 21 Folgen)
- 1997: Washington Square
- 1997: Ein Hauch von Himmel (Touched by an Angel, Fernsehserie, Folge 4x02 Große Erwartungen)
- 1998: New York Cops – NYPD Blue (NYPD Blue, Fernsehserie, Folge 5x17 Eine komplizierte Geschichte)
- 1998: Das Mercury Puzzle (Mercury Rising)
- 1998: From the Earth to the Moon (Miniserie, Folge 1x06)
- 1998: Deep Impact
- 1999: Chicago Hope – Endstation Hoffnung (Chicago Hope, Fernsehserie, Folge 5x23)
- 1999: Das schnelle Geld – Die Nick-Leeson-Story (Rogue Trader)
- 1999: Doppelmord (Double Jeopardy)
- 2002: The Angel Doll
- 2002: Der mysteriöse Passagier (Impact, Fernsehfilm)
- 2008: This Man’s Life (Kurzfilm)
- 2022: Kimi (Sprechrolle)